# 無想吊橋
無想吊橋（むそうつりばし）は、静岡県寸又峡上流の大井川水系寸又川の支川逆河内川（さかさごうちがわ）に掛けられていた林業作業用の吊橋。無想の橋、新・無双吊橋、新逆河内吊橋、無想の吊り橋、夢想吊橋とも呼ばれるが川根本町の公式な表記は無想吊橋である。
住宅建築ブームにより植林が盛んだった、1970年代に整備された日向林道（南赤石林道支線）の一部として不動岳斜面への通行に利用されたが、林業の衰退に伴い全線が廃道状態となっている。長さ144m、高さ83m。日本一怖い吊橋として知られていた。

## 概要
古くから木材産地だった大井川上流の赤石山脈渓谷地帯では、深い谷を越えるため吊橋敷設が行われてきた。近代に入り鋼索が使用されるようになると100mを越える長い橋が登場するが、無想吊橋はその中でも長さと川底からの高さが群を抜いていた。
構造は、2条の主索と、10 - 20cm間隔の敷線20本程度、約50cm間隔の横桁（そろばん板）、幅30cm程度の踏み板2列から成っている。板はクリ材が用いられ、番線で留めてある。今の橋は二代目で、ほぼ同じ場所に旧橋の主索が少し残っているという。
無想吊橋に限らず、周囲には同様の構造で敷設された吊橋が多く、例えば寸又峡温泉周辺では夢の吊橋（長さ90m高さ8m）、猿並橋（さんなみばし：長さ96m高さ11m）、下流の塩郷駅そばの久野脇橋（くのわきばし：長さ210m高さ10m、愛称：恋金橋）などは整備され、観光スポットとなっている。

## 現在の状態
破損が激しく、本来の作業用途での利用は不可能となっている。日向林道自体が至る所で崩落し落石が発生するなど荒れ果てているうえに、熊の生息地域であり、わずかな釣り人や登山者以外に利用者もない状況が続いており、無想吊橋も崩壊途上にある。安全上の理由により2010年6月29日に通行止めとなった。